# Скаппи, Катерина
Катерина Скаппи (мальт. Caterina Scappi; XVI век, Сиена, Тоскана — 20 июня 1643, Валлетта) — мальтийская предпринимательница и филантроп кармелитской церкви, основательница первой больницы исключительно для женщин на Мальте. Носила прозвище «La Senese». До наших дней дошла информация об общественной деятельности Скаппи, но о её личной жизни почти ничего неизвестно.
В 2016 году вышла книга «Удачи, Джованни Бонелло», в которой Клэр Аццопарди повествует о том, как вымышленные знакомые Катерины обсуждают её смерть и завещание.

## Биография

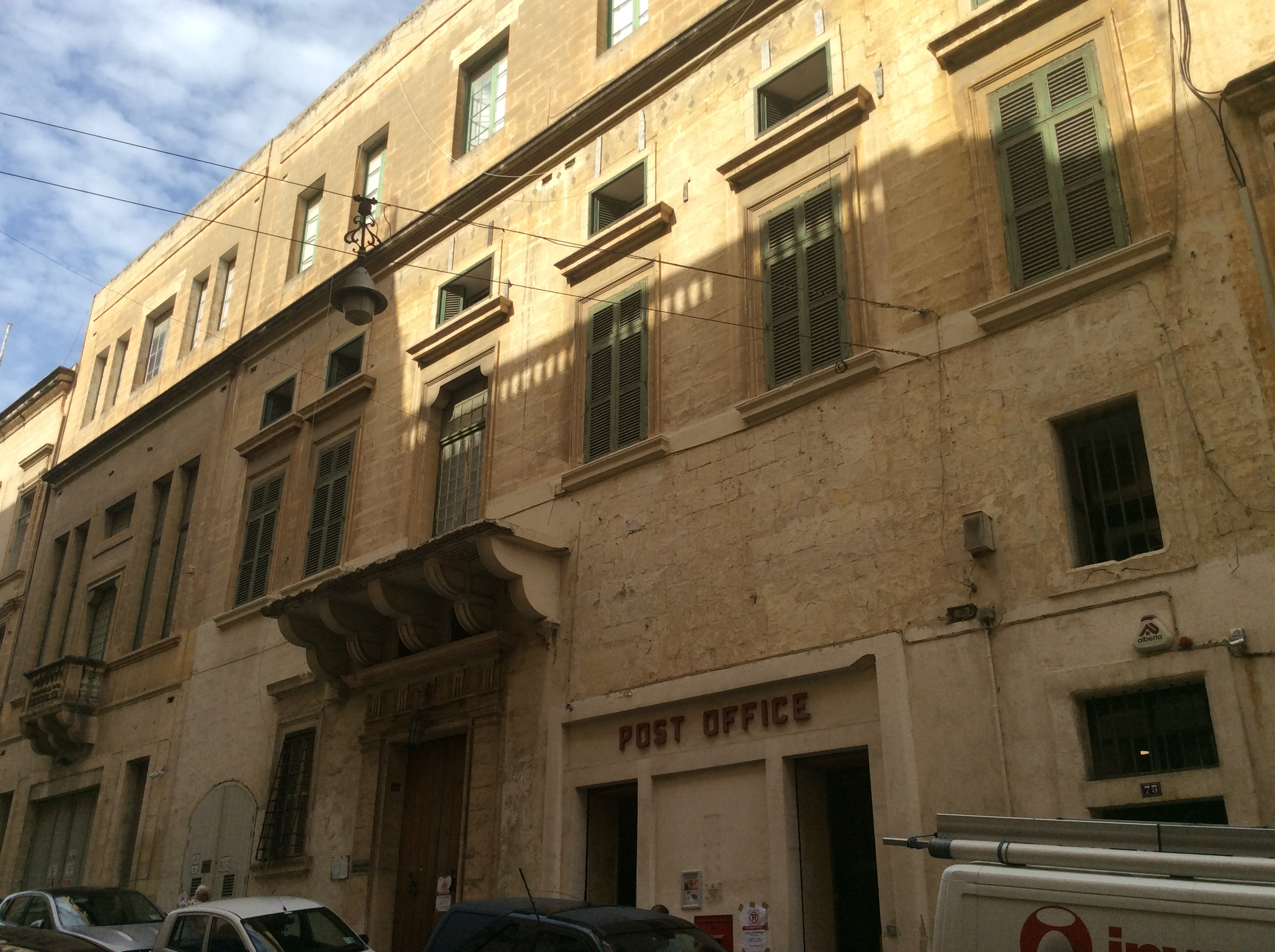
Дом в Валлете, в котором, возможно, жила Катерина

Катерина родом из итальянского города Сиена, поэтому она получила прозвище «La Senese», хоть и провела большую часть жизни на Мальте. Скаппи была активной предпринимательницей, возможно, в этом причина её богатства. Происхождение, а также точное место и дата рождения Катерины неизвестны, потому что она не упоминала их ни в одном из нотариальных договоров или завещаний. Первое упоминание о Скаппи на Мальте содержится в протоколе уголовного суда от 1583–1584 годов, в котором она дала показания по делу об ограблении. Нет никаких записей о замужестве Катерины или о её биологических детях. Однако известно, что в 1632 году Скаппи удочерила шестилетнюю девочку по имени Мария и заботилась о ней в течение 14 лет.

## Благотворительная деятельность

### Денежные пожертвования
Катерина была довольно богата, но не жила в роскоши, а отдавала большую часть денег на благотворительность. Известно, что в 1597 году она пожертвовала деньги монастырю Кающихся — религиозному учреждению, миссией которого была помощь проституткам. Скаппи тогда уточнила, что если она позже решит присоединиться к монастырю, то этот платеж будет первоначальным взносом.

### Основание больницы для женщин

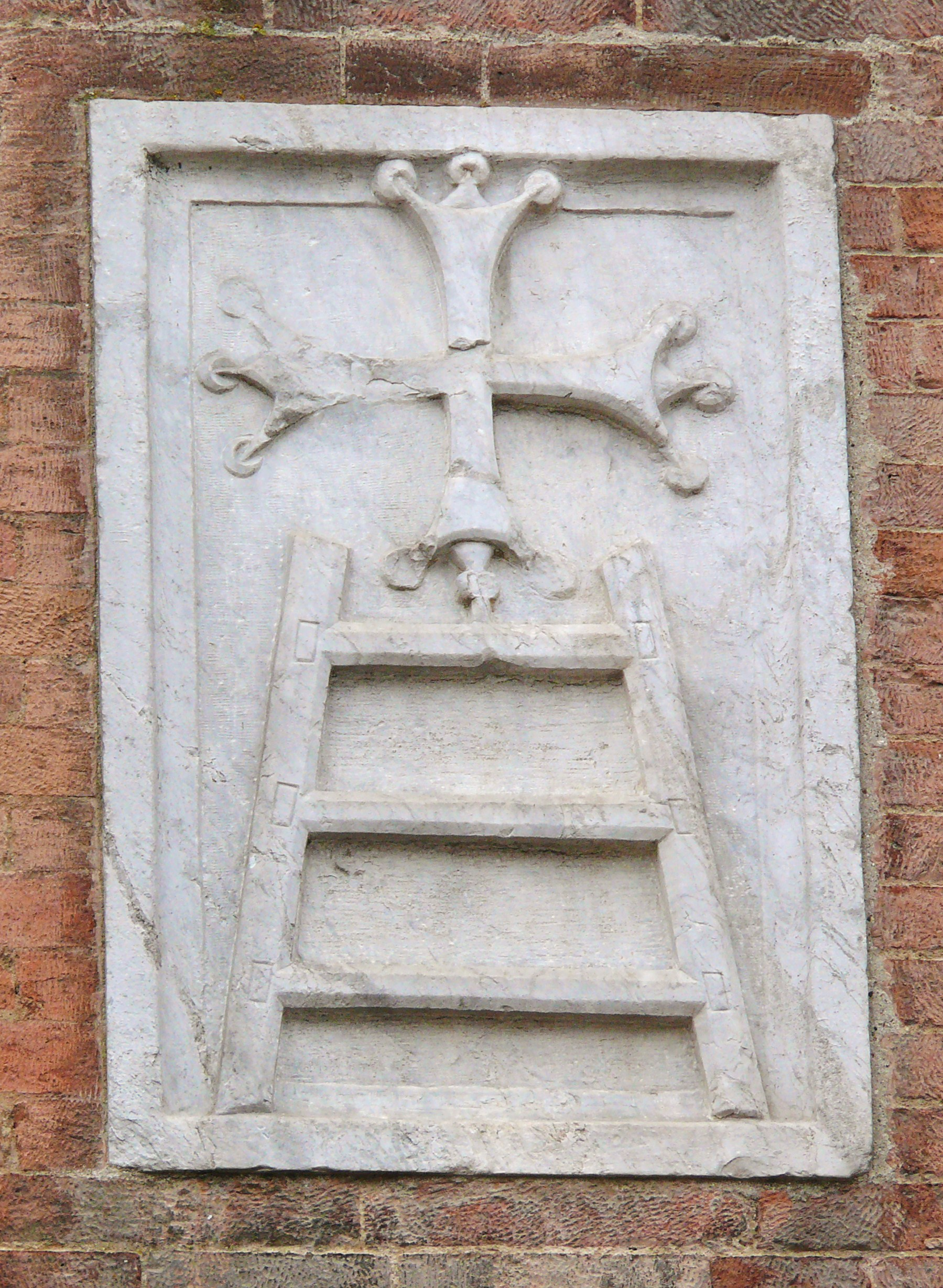
Герб госпиталя «Санта-Мария-делла-Скала» в Сиене

На Мальте в то время существовали госпитали для рыцарей, но нуждавшимся в лечении женщинам было некуда обратиться. Считается, что сначала Катерина лечила их в своём частном доме, а в 1625 году создала и профинансировала собственными средствами первую больницу, предназначенную исключительно для женщин, под названием «Ospedaletto» (также известную как «La Casetta»). В своем завещании она описала причины своего поступка как вдохновение Господом и стремление помочь несчастным женщинам, которые больны, лишены всего и не могут получить уход у себя дома. За это, а также за многочисленные заслуги в оказании благотворительной помощи женщинам Скаппи была названа «первой феминисткой в истории Мальты, где доминируют мужчины» журналистом Джованни Бонелло, исследовавшим ее жизнь для серии статей в издании Times of Malta. «Ospedaletto» была открыта в доме под названием «Санта-Мария-делла-Скала», как и известный госпиталь в Сиене. Герб больницы в последствии был выгравирован на надгробии Катерины.

### Дальнейшая история больницы
Позднее «Ospedaletto» была перемещена и получила официальное название «Санта-Мария-делла-Пьета». В завещании, составленном в 1643 году, Скаппи выбрала двух рыцарей из Сиены, фра Оттавио Бардинелли и фра Джулио Чезаре, в качестве своих душеприказчиков и покровителей больницы. Она также попросила, чтобы после их смерти два других рыцаря из Сиены пришли им на смену. Кроме того, в завещании было указано, что если что-то случится с домом «Санта-Мария-делла-Пьета», то его средства следует направить на покупку нового здания. В 1631 году больницу субсидировал Орден Святого Иоанна.